# Tinguiririca-Fauna
Die Tinguiririca-Fauna fasst eine Gruppe von Säugetieren zusammen, die vor 33 Mio. bis 31,5 Mio. Jahren in Patagonien gelebt hat. Vor der Entdeckung zahlreicher Fossilien in den Andenregionen war die Evolution der Säugetiere Südamerikas während dieser Zeit unbekannt, bis eine Gruppe Paläontologen im Gebiet des Río Tinguiririca, eines 65 km langen Flusses in der chilenischen Región del Libertador General Bernardo O’Higgins, im Jahr 1988 auf fossile Säugetierknochen stieß.

## Hintergrund
Vor 30 Millionen Jahren war Südamerika eine riesige Insel, die sich vor etwa 80 Millionen Jahren von dem Urkontinent Gondwana abgespalten hatte. In dieser Zeit entwickelten sich die Säugetiere dieses Kontinents zu einer einzigartigen Fauna, die auf keinem anderen Kontinent entstand. Erst vor 3,5 Millionen Jahren verbanden sich Nord- und Südamerika zu einem Kontinent.
Eine erste große Evolution der Säugetiere Südamerikas erfolgte vor vierzig Millionen Jahren, als   Ameisenbären, einige Beuteltiere und Vorläufer des Faultiers entstanden. Vor dreißig Millionen Jahren folgte eine zweite Weiterentwicklung. Während der zweiten Evolutionsphase traten erstmals Affen und Nagetiere in Südamerika auf, die sich nicht auf dem Kontinent entwickelt hatten, sondern eingewandert waren. Einige Arten der Meerschweinchenverwandten wie Chinchillas erreichten Südamerika vor 50 Millionen bis 30 Millionen Jahren, also Jahrmillionen bevor sich der Kontinent mit Nordamerika vereinigte. Durch wissenschaftliche Untersuchungen der Zahnformen wurde entdeckt, dass die eingewanderten Tiere aus Afrika und nicht über eine Inselkette von Nord- nach Südamerika eingewandert waren. Wie sie den Atlantik überquerten, ist bis heute unklar. Da dieser in dieser Zeit allerdings nicht einmal 1500 km breit war, vermuten Paläontologen, dass die Einwanderung über Treibgut mithilfe starker Ost-West-Strömungen erfolgte. Eine derartige Reise hätte in etwa zwei Wochen in Anspruch genommen. Um während der 14-tägigen Reise zu überleben, versetzten sich die Tiere möglicherweise in einen apathischen Zustand, während dessen ihre Stoffwechselfunktion vermindert wurde.
Obwohl bisher keine Pflanzen aus der Zeit von 33 bis 31 Millionen Jahren zum Vorschein kamen, wird angenommen, dass sich die damals lebenden Säugetiere von Pflanzen ernährt haben. Aus früheren Zeiten stammende Fossilien, die in der Region Feuerlands gefunden wurden, bekräftigen diese These. Bei diesen Versteinerungen waren die Schneidezähne breit, die Eckzähne reduziert oder fehlten sogar – die Merkmale eines Pflanzenfressers. Viele der Säugetierfossilien aus dem Gebiet des Río Tinguiririca weisen stark erhöhte Zahnkronen auf, was gegen Abnutzung der Zähne schützt. Die Zähne rezenter Tiergruppen wie Pferde und Hirsche sind ebenfalls so gebaut; da diese in Grasländern ihre Nahrung finden, verhielt es sich bei den Tieren der Tinguiririca-Fauna wohl ebenso. So glich dieses Gebiet in damaligen Zeiten wohl afrikanischen Savannen. Grasländer entstanden auf anderen Kontinenten erst vor etwa 18 Millionen Jahren. Das ist wohl nicht nur durch den Klimawandel, sondern durch Plattenbewegung bedingt, die für die Entstehung der Anden sorgte und auch heute noch sorgt. Durch die Gebirgsbildung entstanden Täler, in denen sich  die prähistorischen Säugetiere niederließen. Vom Gebirge umgeben, herrschte in diesen Becken nur noch wenig Niederschlag. Da diese Bedingung für die Regenwälder ungünstig war, entwickelten sich dort Gräser, die mit den veränderten Lebensbedingungen besser zurechtkamen.

## Die Ausgrabungen

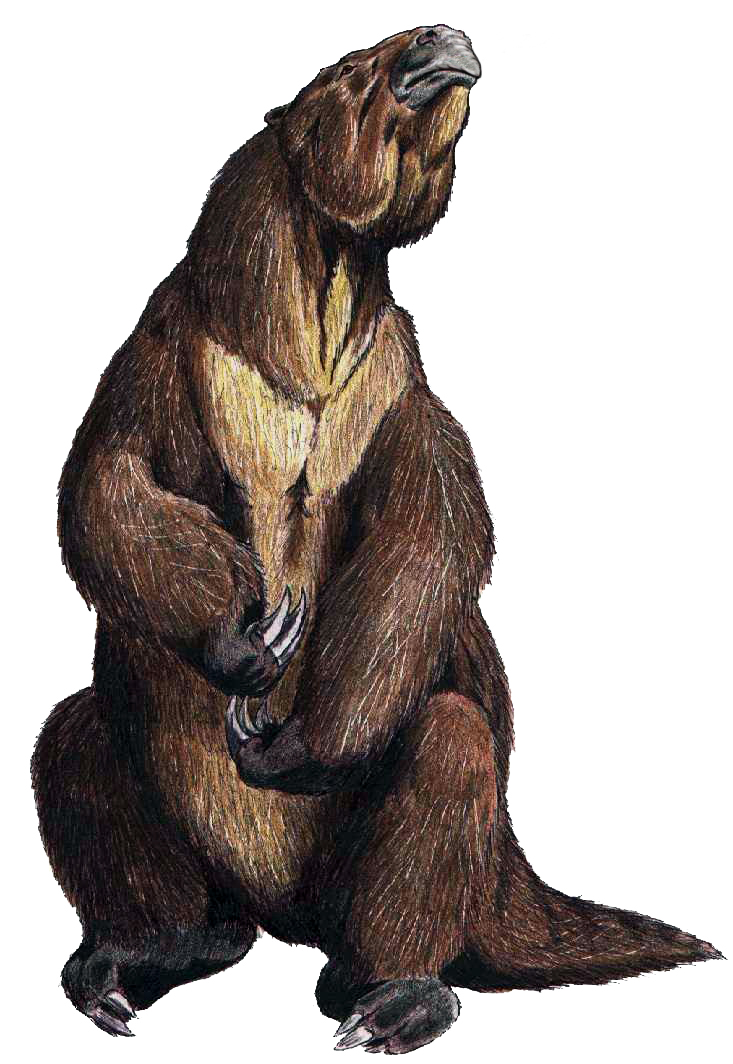
Riesenfaultier

Das erste Fossil, ein versteinerter Knochen, wurde 1988 im Tal des Río Tinguiririca von einer Gruppe Paläontologen entdeckt, die eigentlich nach Dinosaurierknochen suchten. Angeblich war im Gebiet des Río Tinguiririca der Fußabdruck eines Dinosauriers gesichtet worden. Obwohl diese Regionen bisher kaum von Paläontologen untersucht worden war, da sich nach damaliger Meinung in Vulkangestein keine Lebewesen konservieren konnten, hofften die Paläontologen, auf Dinosaurierknochen und möglicherweise auch auf Säugetierfossilien zu stoßen. Die Expedition untersuchte die Hänge zu beiden Seiten des Flusses legte neben Dinosaurierspuren nur Fossilien von Fischen und Ammoniten frei. Einige der Forscher stießen schließlich in etwa tausend Metern Höhe über dem Fluss auf Knochen, die Säugetieren zu gehören schienen. Im Januar wurde eine zweite Expedition mit sieben Mitgliedern entsandt, die im Tal des Río Tinguiririca auf weitere Fossilien stießen. Seitdem brach fast jedes weitere Jahr eine Gruppe von Forschern in dieses Gebiet auf.  Als bei einer weiteren Expedition im Jahr 1994 die Straße zum Río Tinguiririca nicht befahrbar war, erkundeten die Paläontologen die ihnen zugänglichen Täler und stießen dort ebenfalls auf Fossilien.
Schließlich wurden über 1500 Fossilien von Säugetieren freigelegt, darunter noch unbekannte Säugetierarten, wie das älteste Nagetier Südamerikas und vier weitere Arten, Archaeotypotherium tinguiriricaense, Santiagorothia chilensis, der Urklippschliefer und Eomorphippus, die der Ordnung der Notoungulata, also zu den Südamerikanischen Huftieren, angehören und als deren älteste Vertreter gelten. Ein weiterer Fund war eine prähistorische Beuteltierart Klahnia charrieri und Knochen eines Riesenfaultiers. Außerdem wurde ein Schädel der unbekannten Affenart Chilcebus carrascoensis und eine Säbelzahnkatze gefunden. 

Die Säugetiere der Tinguiririca-Fauna starben vermutlich durch einen Vulkanausbruch aus, wofür das vulkanische Gestein spricht, unter dem sie begraben waren. Während der Jahrmillionen hatten immer neue Vulkanausbrüche in den Anden dafür gesorgt, dass die Fossilien immer tiefer unter erstarrten Lavaschichten begraben wurden, die 3 m hoch waren.